# Claude-François Fraguier
Claude François Fraguier (27 août 1666 à Paris, — 3 mai 1728 à Paris) est un homme d'Église et homme de lettres français.

## Biographie
Issu d'« une famille de robe », second fils de Florimond Fraguier, il entre jeune dans l'ordre des Jésuites, qu'il quitte en 1694 pour s'adonner à la littérature. Latiniste et helléniste, auteur de dissertations sur les anciens, il est professeur de théologie à Caen et collabore au Journal des savants.
Il est l'ami de Huet et de Segrais, de Mme de Lafayette et de Ninon de Lenclos. 
Entre 1706 et 1710, il était le rédacteur du Journal des Savants. 
Il est élu membre de l'Académie des inscriptions et belles-lettres en 1705 et de l'Académie française en 1707.
Voltaire a dit de lui dans son Siècle de Louis XIV « qu'il était un bon littérateur et plein de goût. Il a mis la philosophie de Platon en bons vers latins. Il eût mieux valu faire de bons vers français. » (Catalogue de la plupart des écrivains français qui ont paru dans le Siècle de Louis XIV, pour servir à l’histoire littéraire de ce temps, 1751).

## Œuvres
- Réflexions sur les dieux d'Homère, 1715.